# 长寿路 (广州)
长寿路是中国广州市荔湾区的一条道路，呈东西走向，全长约645米，宽约13米。东起人民中路，西至宝华路，全路分东、西两段，由人民中路至康王南路为长寿东路，往西为长寿西路。华林寺也在附近，地铁一号线的长寿路站位于长寿西路与宝华路的交汇处。目前车辆通行方向为由东往西单向通行。
長壽東路口原是「第七甫水腳」，由光復路至德星路一段原是「長壽直街」（長壽直街南段和德星里現在變成德星路），由此至帶河路口（現康王路）一段原是「玉器圩」。長壽西路口至文昌路一段，是「永華坊」；近西邊一段，是「汝南洲」。
长寿路于1931年扩建，扩建时上述街巷开辟成马路，马路沿用“长寿”名称，长寿直街原因附近有长寿寺而得名。文化大革命时期东西两段长寿路曾被命名“曙光路”，后復名长寿路。
上西关涌的发源地在长寿西路和康王路交界处以北的位置。
道路两旁商业兴旺，长寿东路建有荔湾广场；长寿西路則售卖玉器、首饰。在1950年代初期，一批在長壽路一帶，受國共內戰影響的玉器商人，從廣州移居到香港。到了香港後都集中在油麻地廣東道附近開設玉器店舖，多年後玉器店舖林立，便成為了現今的甘肅街玉器市場。
由于地铁长寿路站靠近上下九步行街，长寿路与宝华路、第十甫路、上下九形成商业圈。

## 与之交汇道路
- 道路顺序由东往西排列，粗体字为主干道
- 人民中路
- 人民路高架路的一匝道
- 光复中路
- 德星路
- 康王南路
- 文昌南路、文昌北路
- 宝华路

## 公共交通
- 广州地铁1号线長壽路站
- 广州地铁8号线華林寺站

均在鄰近長壽路路位置設有出口。